# Alexander Ettenburg
Alexander Friedrich Otto Eggers, genannt Alexander Ettenburg, (* 28. Februar 1858 in Gugelwitz/Schlesien (heute Gogołowice); † 30. Oktober 1919 in Stralsund) war ein deutscher Theaterkünstler und Dichter. Er wurde als „Einsiedler von Hiddensee“ bekannt.

## Leben und Wirken
Ettenburg wurde als Sohn eines Gutsbesitzers im schlesischen Gugelwitz geboren. Eigentlich sollte er wie sein Vater Gutsverwalter werden, besuchte jedoch eine Schauspielschule und trat seit 1879 unter dem Namen Alexander Ettenburg auf. Aus gesundheitlichen Gründen musste er allerdings seine Karriere aufgeben und an die See ziehen. Er ließ sich zunächst in Altefähr auf Rügen nieder, gründete dort 1886 eine Pension mit einer Sole-Badeeinrichtung und einen schwedischen Pavillon, in dem er Kabarettabende veranstaltete. In der Folgezeit begann er, Werbung für die Insel Rügen zu machen. Die 1888 geschlossene Ehe mit der Schauspielerin Marie Magdalinski wurde bereits zwei Jahre später geschieden.
Aus wirtschaftlichen Gründen musste er im Jahre 1895 die Pension verkaufen und zog mittellos auf die Insel Hiddensee. Schon 1888 hatte er sein Interesse am Erwerb eines dortigen Grundstücks bekundet und mit der Stralsunder Verwaltung verhandelt. Doch entschied er sich aus finanziellen Gründen für den Kauf eines Fischerhauses im Dorf Grieben, in dem er eine Gaststätte (die Schwedische Bauernschänke) bewirtschaften ließ. Als eigenes Quartier diente ihm ein von der Verwaltung des Stralsunder Klosters zum Heiligen Geist gepachtetes Grundstück auf dem Dornbusch, auf welchem er Holzhütten und die sogenannte Bergwaldschänke für die schon zahlreicher erscheinenden Tagesgäste errichtete. Zudem richtete er am Strand einer kleinen Meeresbucht an der Steilküste auch ein Naturtheater ein, in dem er seine eigenen Stücke aufführen ließ. Dieses Gelände nannte er in Anlehnung zum slawischen Gott Svantovit Swantewitschlucht. Mit seiner regen Werbetätigkeit – dazu gehörten Vorträge in den Wintermonaten in ganz Deutschland, Schweden und Finnland, seine Gedichte sowie die Veröffentlichung eines Reiseführers – verhalf er der touristisch noch weitgehend unerschlossenen Insel zu mehr Bekanntheit. Zusätzlich setzte er sich für einen mehr Komfort bietenden Fährbetrieb zur Insel und für die Errichtung einer Ferienkolonie für Kinder ein, doch nur ersteres wurde verwirklicht. Von 1900 bis 1905 war er mit der aus Berlin stammenden Sängerin und Schauspielerin Marka Schiemann verheiratet.
Zu Gunsten des Berliners Emil Hirsekorn, der auf dem Gelände eine moderne Hotelanlage (das heute noch bestehende Hotel zum Klausner) bauen wollte, wurde sein Pachtvertrag 1909 nicht verlängert und er richtete in Vitte seine Schenke für alkoholfreie Getränke ein. Im Laufe seines Lebens galt er zunehmend als Exzentriker, weshalb er auch der „Einsiedler von Hiddensee“ genannt wurde. Er starb 1919 verarmt in einem Stralsunder Krankenhaus.
Sein Wunsch, auf dem Inselfriedhof beigesetzt zu werden, erfüllte sich nicht, da seine Urne auf dem Postweg von Stralsund nach Hiddensee verloren ging.

## Rezeption
Der Autor Lutz Seiler erwähnte den Einsiedler in seinem Hiddensee-Roman Kruso (Deutscher Buchpreis 2014), der um und im Insellokal Zum Klausner spielt: „Länger war von einem Mann namens Ettersberg oder Ettenburg die Rede, den er mit warmer Stimme den Urklausner nannte, ein Mann in langen Gewändern…“ und machte den Vorläufer wenige Seiten später zu einer Art Idol seiner Inselaussteiger: „… wie eine Ikone auf der Spitze des Altars, thronte die Fotografie Alexander Ettenburgs im Mönchsgewand, begleitet von einem Esel und einer Katze…“.

## Schriften
- Die Insel Hiddensee bei Rügen, das Ostseebad der Zukunft, und das westliche Rügen. Von Alexander Ettenburg. Selbstverlag des Verfassers, Bergen auf Rügen 1912. Neu herausgegeben von Tomas Güttler, Hamburg 2014.
- Alexander Ettenburg – Der Einsiedler von Hiddensee von Otto Danckwardt (1929) mit enthalten: Swantiwits Fall  – Theaterstück von Alexander Ettenburg (1900) im Selbstverlag. Neu herausgegeben von Tomas Güttler, Hamburg 2020.